# Dipartimento di Mfoundi
Il dipartimento di Mfoundi è un dipartimento del Camerun nella regione del Centro.
Il dipartimento è costituito dalla sola Yaoundé, che è anche capitale dello Stato, suddivisa in 6 arrondissement.